# 8221 La Condamine
8221 La Condamine (1996 NA4) là một tiểu hành tinh vành đai chính được phát hiện ngày 14 tháng 7 năm 1996 bởi E. W. Elst ở Đài thiên văn Nam Âu.